# Gaietà Sentís i Gran
Gaietà Sentís i Gran (Riudoms, 1846 - Tarragona, 1922) fou un eclesiàstic català.
Va néixer en una família hisendada emparentada amb el beat Bonaventura Gran. El seu pare era Bernat Sentís Toldrà (1807-1881), cirurgià de Riudoms nascut a Botarell.
Va estudiar al Seminari de Tarragona. S'ordenà sacerdot i va ser nomenat professor de filosofia del mateix seminari. En 1871 es va graduar en Dret Civil i Canònic a la Universitat de Barcelona. Va ser canonge doctoral de Lleó i Catedràtic d'hebreu en aquell seminari. Cap a 1883 va exercir a més el càrrec de vicari general i de vicari capitular en la seu vacant. L'any 1898 va obtenir per oposició una canongia a la Catedral de Barcelona i exercí la càtedra de Dret Canònic. En 1908 va ser nomenat ardiaca i el 1910 prefecte d'estudis de la Universitat Pontifícia de Tarragona. En la seu vacant, per la mort del Dr. López Pelaez, va ser escollit vicari capitular, i va exercir de governador eclesiàstic durant l'absència d'aquest, i confirmat després en prendre possessió de l'arquebisbat de Tarragona el Dr. Francesc d'Assís Vidal i Barraquer.
La seva família estava implicada en la causa carlina i, a la seva mort, el setmanari carlista de Tarragona La Reconquista va afirmar que Gaietà Sentís sempre havia estat un dels seus subscriptors. Fou oncle del militar i polític tradicionalista Josep Maria Sentís i Simeón.
Actualment és fill il·lustre de Riudoms, on va instituir la Santa Missió, i és conegut per haver estat un eclesiàstic d'àmplia formació humanística, professor de la Universitat Pontifícia i cofundador del diari catòlic tarragoní La Cruz. El seu retrat és present en un quadre al saló de plens de la casa de la vila.